# Tamsaout (ort)
Tamsaout är en ort i Marocko.   Den ligger i regionen Souss-Massa, 500 km söder om huvudstaden Rabat.